# اندیس کلات آهن
کلات آهن یک اندیس فلزی است که در حوالی شهر گر مانج استان خراسان قرار دارد و مادهٔ معدنی موجود در آن، پلی متال است.  